# Parnassius tianschanicus
Espèce
Parnassius tianschanicus ou Apollon à carènes est une espèce d'insectes lépidoptères de la famille des Papilionidae, de la sous-famille des Parnassiinae et du genre Parnassius.

## Dénomination
Parnassius tianschanicus a été décrit par Charles Oberthür en 1879.

### Sous-espèces
- Parnassius tianschanicus tianschanicus
- Parnassius tianschanicus alexander Bryk & Eisner, 1935
- Parnassius tianschanicus astrictio Ohya, 1987
- Parnassius tianschanicus chimganus Kreuzberg, 1989
- Parnassius tianschanicus erebus Verity
- Parnassius tianschanicus fujiokai Ohya
- Parnassius tianschanicus insignis Staudinger, 1886
- Parnassius tianschanicus haberhaueri Bryk & Eisner, 1935
- Parnassius tianschanicus maureri Bryk & Eisner, 1935
- Parnassius tianschanicus minor Staudinger, 1881
- Parnassius tianschanicus miror Staudinger
- Parnassius tianschanicus olympius Staudinger, 1898
- Parnassius tianschanicus shiva Wyatt, 1961; présent en Afghanistan
- Parnassius tianschanicus superbus Austaut, 1889; présent dans l'ouest du Pamir.
- Parnassius tianschanicus thiseus Ehrmann, 1920[1].

## Description
Parnassius tianschanicus est un papillon au corps poilu, au dessus des ailes blanches marquées de noir dans leur partie basale et le long du bord interne des ailes postérieures, orné de marques noires au bord costal des ailes antérieures et d'une bande marginale gris beige surmontée d'une ligne submarginale de chevrons, avec deux taches rouges cernées de noir aux ailes postérieures.
Le revers est gris-beige avec les mêmes taches noires, une ligne submarginale de chevrons et les mêmestaches rouges cernées de noir aux ailes postérieures accompagnées de trois autres aux ailes antérieures.

## Biologie
Parnassius tianschanicus vole en juin et en juillet.
Il hiverne au stade d’œuf ou de chenille formée dans le chorion.

### Plantes hôtes
Les plantes hôtes sont des Rhodiola et des Pseudosedum.

## Écologie et distribution
Parnassius tianschanicus est présent au Tadjikistan, au Kirghizstan, en Ouzbékistan, au Kazakhstan, en Afghanistan, dans le nord du Pakistan et de l'Inde et le nord-ouest de la Chine,.

### Biotope
Parnassius tianschanicus réside moyenne montagne entre 2 500 m et 35 000 m.

### Philatélie
Un timbre a été émis par l'Ouzbékistan en 1995.